# Cupcake
Cupcake là một loại bánh nhỏ dùng để phục vụ một người, nấu trong một ly giấy hoặc giấy nhôm. Đối với các bánh lớn hơn, có thể sẽ có lượt phủ và các trang trí như trái cây và kẹo.

## Lịch sử

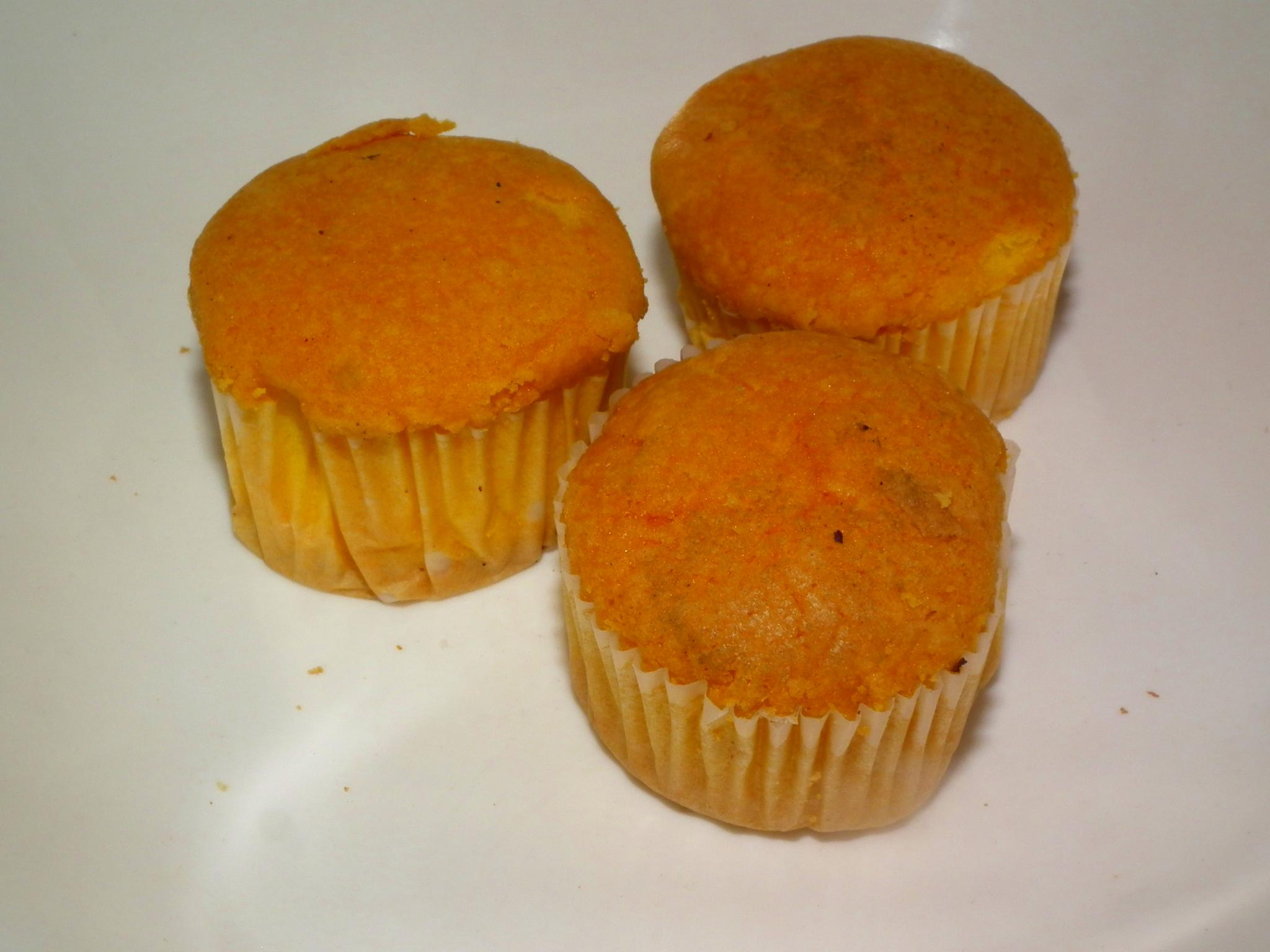
Bánh cupcake chưa phủ

Miêu tả sớm nhất của bánh cupcake vào năm 1796 là "một bánh kem nhẹ nấu trong các ly nhỏ", viết bởi Amelia Simmons.